# Alessandro di Oldenburg
Aleksandr Pëtrovič Oldenburgskij, (Алекса́ндр Петро́вич Ольденбу́ргский (San Pietroburgo, 2 agosto 1844 – Biarritz, 6 dicembre 1932), è stato un principe tedesco.

## Origine

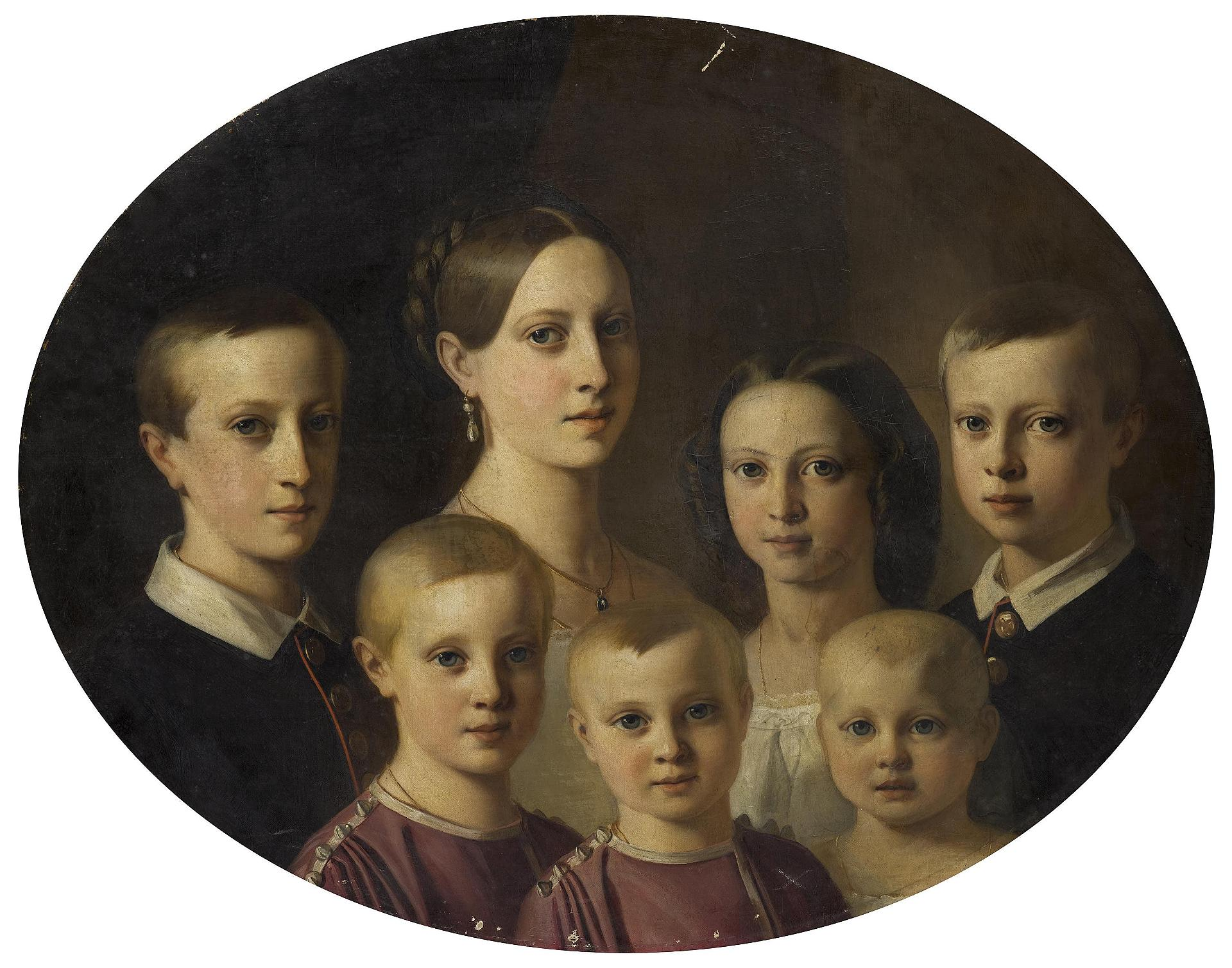

Nacque a San Pietroburgo, cuore dell’Impero russo, in una famiglia di origini tedesche ormai profondamente integrata nella nobiltà russa. Suo nonno aveva sposato la gran principessa Ekaterina Pavlovna, figlia di Pavel I, e da allora i discendenti avevano adottato completamente lo stile di vita russo. Pur portando un titolo tedesco, visse e crebbe come un vero membro della famiglia imperiale, dedicando la sua vita al servizio degli zar e all’impero.

## Trono di Bulgaria
Fu aiutante generale di Aleksandr III, comandante della Guardia Imperiale e capo del servizio medico militare e navale durante la Prima Guerra Mondiale. Fu inoltre candidato russo per il Principato di Bulgaria, ma la sua nomina non ottenne il sostegno delle potenze europee.

## Matrimonio
Il 19 gennaio 1868, al Palazzo d'Inverno di San Pietroburgo, Aleksandr sposò la duchessa Evgenija Lejhtenbergskij, figlia del duca Maximilian e di Marija Nikolaevna figlia dello zar Nikolaj I. Evgenija, nata e cresciuta a San Pietroburgo, aveva il rango di Altezza Imperiale. La coppia ebbe un figlio, Pëtr. Evgenija era legata da una profonda amicizia con l’imperatrice Marija Fëdorovna, e insieme organizzarono il matrimonio del figlio con la granduchessa Ol'ga Aleksandrovna.

## Filantropia
Aleksandr, insieme alla moglie Evgenija, si dedicò alla filantropia, fondando scuole, ospedali, orfanotrofi e altre strutture di assistenza in Russia. Nel gennaio 1907, durante l’inaugurazione dell’Istituto di Medicina Sperimentale, di cui erano principali benefattori, furono testimoni dell’assassinio del generale von Launitz, un evento che scosse profondamente Evgenija. La loro generosità era così nota che nel 1914 un giornale scrisse: «Probabilmente non esistono altre due persone tanto universalmente amate quanto il Duca e la Duchessa di Oldenburg». Durante la Prima Guerra Mondiale ospitò gratuitamente soldati britannici e francesi feriti in un sanatorio da lui creato in Crimea. Contrariamente alle voci sulla sua morte durante la Rivoluzione, riuscì a fuggire in Finlandia e in seguito si stabilì in Francia, dove morì a Biarritz nel 1932.

## Ultimi anni

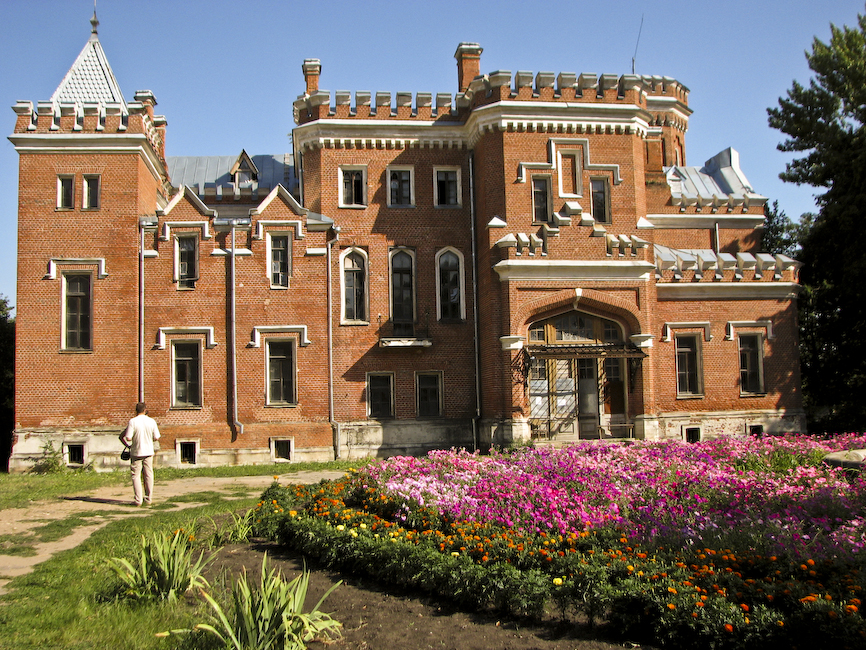

Dal 1901 iniziò a costruire un lussuoso centro termale a Gagra, in Abkhazia, la cui inclusione nel territorio russo nel 1904 è attribuita proprio alla presenza del resort. Nel 1902, durante sommosse contadine legate a tensioni sociali, una folla distrusse la sua tenuta di Ramon, donatagli in matrimonio dall’imperatore Aleksandr II. La proprietà sopravvisse ma fu confiscata dai bolscevichi nel 1917 i bolscevichi confiscarono la tenuta, trasformandola in caserma, scuola e ospedale.Verso il 1914 Aleksandr, ormai quasi invalido, si muoveva sempre assistito da un’infermiera.Nello stesso anno rimase gravemente ferito in un incidente automobilistico vicino a Wiesenthal, da cui però si riprese.Nonostante la sua fama di filantropo, i bolscevichi misero una taglia sulla sua testa e distrussero le istituzioni da lui fondate.

## Sepoltura
Fu sepolto al Cimitero du Sabaou.

## Albero genealogico
|                                  |                                     |                                                         | Genitori                                             |  |  | Nonni |  |  | Bisnonni             |  |  | Trisnonni                                   |  |
|                                  |                                     |                                                         |                                                      |  |  |       |  |  | Peter I. (Oldenburg) |  |  | Georg Ludwig von Schleswig-Holstein-Gottorf |  |
|                                  |                                     |                                                         |                                                      |  |  |       |  |  | Peter I. (Oldenburg) |  |  | Georg Ludwig von Schleswig-Holstein-Gottorf |  |
|                                  |                                     | Sophie Charlotte von Schleswig-Holstein-Sonderburg-Beck |                                                      |  |  |       |  |  | Peter I. (Oldenburg) |  |  |                                             |  |
| Georgij Petrovič                 |                                     |                                                         |                                                      |  |  |       |  |  | Peter I. (Oldenburg) |  |  |                                             |  |
|                                  |                                     | Friederike von Württemberg                              | Friedrich II Eugen (Württemberg)                     |  |  |       |  |  |                      |  |  |                                             |  |
|                                  |                                     | Friederike von Württemberg                              | Friedrich II Eugen (Württemberg)                     |  |  |       |  |  |                      |  |  |                                             |  |
|                                  |                                     | Friederike von Württemberg                              | Friederike Dorothea Sophia von Brandenburg-Schwedt   |  |  |       |  |  |                      |  |  |                                             |  |
| Pëtr Georgievič                  |                                     | Friederike von Württemberg                              |                                                      |  |  |       |  |  |                      |  |  |                                             |  |
|                                  |                                     | Pavel I                                                 | Pëtr III                                             |  |  |       |  |  |                      |  |  |                                             |  |
|                                  |                                     | Pavel I                                                 | Pëtr III                                             |  |  |       |  |  |                      |  |  |                                             |  |
|                                  |                                     | Pavel I                                                 | Ekaterina II                                         |  |  |       |  |  |                      |  |  |                                             |  |
| Ekaterina Pavlovna               |                                     | Pavel I                                                 |                                                      |  |  |       |  |  |                      |  |  |                                             |  |
|                                  |                                     | Marija Fëdorovna                                        | Friedrich Eugen (Württemberg)                        |  |  |       |  |  |                      |  |  |                                             |  |
|                                  |                                     | Marija Fëdorovna                                        | Friedrich Eugen (Württemberg)                        |  |  |       |  |  |                      |  |  |                                             |  |
|                                  |                                     | Marija Fëdorovna                                        | Friederike Dorothea Sophia von Brandenburg-Schwedt   |  |  |       |  |  |                      |  |  |                                             |  |
| Aleksandr Petrovič               |                                     | Marija Fëdorovna                                        |                                                      |  |  |       |  |  |                      |  |  |                                             |  |
|                                  | Friedrich Wilhelm (Nassau-Weilburg) | Karl Christian (Nassau-Weilburg)                        |                                                      |  |  |       |  |  |                      |  |  |                                             |  |
|                                  | Friedrich Wilhelm (Nassau-Weilburg) | Karl Christian (Nassau-Weilburg)                        |                                                      |  |  |       |  |  |                      |  |  |                                             |  |
|                                  | Friedrich Wilhelm (Nassau-Weilburg) | Carolina d'Orange-Nassau                                |                                                      |  |  |       |  |  |                      |  |  |                                             |  |
| Wilhelm I. (Nassau)              | Friedrich Wilhelm (Nassau-Weilburg) |                                                         |                                                      |  |  |       |  |  |                      |  |  |                                             |  |
|                                  |                                     | Louise Isabella zu Sayn-Hachenburg                      | Wilhelm Georg von Kirchberg                          |  |  |       |  |  |                      |  |  |                                             |  |
|                                  |                                     | Louise Isabella zu Sayn-Hachenburg                      | Wilhelm Georg von Kirchberg                          |  |  |       |  |  |                      |  |  |                                             |  |
|                                  |                                     | Louise Isabella zu Sayn-Hachenburg                      | Isabelle Auguste von Reuss zu Greiz                  |  |  |       |  |  |                      |  |  |                                             |  |
| Therese von Nassau               |                                     | Louise Isabella zu Sayn-Hachenburg                      |                                                      |  |  |       |  |  |                      |  |  |                                             |  |
|                                  |                                     | Friedrich (Sachsen-Altenburg)                           | Ernst Friedrich III. (Sachsen-Hildburghausen)        |  |  |       |  |  |                      |  |  |                                             |  |
|                                  |                                     | Friedrich (Sachsen-Altenburg)                           | Ernst Friedrich III. (Sachsen-Hildburghausen)        |  |  |       |  |  |                      |  |  |                                             |  |
|                                  |                                     | Friedrich (Sachsen-Altenburg)                           | Ernestine Auguste Sophie von Sachsen-Weimar-Eisenach |  |  |       |  |  |                      |  |  |                                             |  |
| Luise von Sachsen-Hildburghausen |                                     | Friedrich (Sachsen-Altenburg)                           |                                                      |  |  |       |  |  |                      |  |  |                                             |  |
|                                  |                                     | Charlotte von Mecklenburg-Strelitz (1769–1818)          | Karl II. (Mecklenburg)                               |  |  |       |  |  |                      |  |  |                                             |  |
|                                  |                                     | Charlotte von Mecklenburg-Strelitz (1769–1818)          | Karl II. (Mecklenburg)                               |  |  |       |  |  |                      |  |  |                                             |  |
|                                  |                                     | Charlotte von Mecklenburg-Strelitz (1769–1818)          | Friederike Caroline Luise von Hessen-Darmstadt       |  |  |       |  |  |                      |  |  |                                             |  |
|                                  |                                     | Charlotte von Mecklenburg-Strelitz (1769–1818)          |                                                      |  |  |       |  |  |                      |  |  |                                             |  |